# Microsoft Media Player
Media Player is een mediaspeler die oorspronkelijk meegeleverd werd met Windows 3.0 met multimedia-uitbreidingen en een licht geactualiseerde versie werd meegeleverd met Windows 3.1. Media Player kreeg een facelift met Video for Windows, met een OLE2-versie. Deze versie vormt de basis voor de 32 bit-versie meegeleverd met Windows 95 en Windows NT.
Vanaf Windows 95 werd de versie van Media Player gelijkgeschakeld met het Windows-versienummer. Dus in de oorspronkelijke versie van Windows 95 was het versie 4.00.950, en in Windows 2000 is het 5.0.* en in Windows XP is het 5.1.*, waarbij * het buildnummer is.
Vanaf Windows 98 werd Media Player overbodig: Windows Media Player was de vervanging. Media Player was nog steeds meegeleverd met Windows XP, gebruikmakend van de bestandsnaam mplay32.exe. Het is echter niet meer meegeleverd vanaf Windows Vista.

## Functies
In tegenstelling tot zijn vervanging, kon men met Microsoft Media Player kiezen naar welk MCI-apparaat men het bestand wilde verzenden. Media Player kan gebruikt worden om muziek of video in te sluiten in een document omdat het OLE ondersteunt.
De versie van Media Player meegeleverd met Windows 3.x is compatibel met de meeste versies van Windows; het herkent enkele recente bestandstypes niet.

## Versies
| 1991 | Media Player 3.0 in Windows 3.0 met multimedia-uitbreidingen         |
| 1992 | Media Player 3.1 in Windows 3.1                                      |
| 1992 | Media Player 3.15 in Windows 3.1 met Video for Windows geïnstalleerd |
| 1995 | Media Player 4.0 in Windows 95                                       |
| 1999 | Media Player 5.0 in Windows 2000                                     |
| 2004 | Media Player 5.1 in Windows XP                                       |